# Naphthalen
Naphthalen (còn gọi là naphthalin, băng phiến, nhựa long não, nhựa trắng...) là một hydrocarbon ở thể rắn, tinh thể màu trắng. Naphthalen dễ bay hơi tạo thành hơi dễ cháy.
Cấu tạo của naphthalen gồm 2 vòng benzen gắn vào nhau (đối với phân tử có 2 vòng benzen liên kết với nhau, xem biphenyl) với công thức tổng quát C10H8.

## Lịch sử
Vào 2 năm 1819 và 1820, ít nhất 2 nhà hóa học phát hiện ra một chất rắn màu trắng khi tiến hành chưng cất nhựa than đá. Năm 1821, John Kidd mô tả nhiều tính chất của chất này cùng cách điều chế và đề xuất cái tên naphthaline.
5 năm sau, Michael Faraday xác định được công thức hóa học của naphthalen là C10H8. Đến tận năm 1866, Emil Erlenmeyer mới nghĩ ra cấu trúc gồm 2 vòng benzen gắn vào nhau. Cấu trúc này được Carl Graebe khẳng định năm 1869.

## Tính chất hoá học

### Phản ứng thế
Naphthalen phản ứng thế nhanh hơn benzen, sản phẩm chủ yếu thế vào vị trí alpha, vị trí beta chỉ có trong các điều kiện ngặt nghèo.
Vị trí các nguyên tư C được đánh số như sau: các vị trí hai nhân thơm giấp nhau là 9 và 10, bên cạnh các vị trí đó là 1,4,5 và 8 (alpha), còn lại là beta.

### Các phản ứng khác
Khi có bột Ni nung nóng, H2 cộng vào một nhân thơm của naphthalen thành tetralin, nếu ở áp suất cao hơn nó cộng nốt vào nhân còn lại tạo decalin.
Cũng như benzen, naphthalen không làm mất màu dung dịch thuốc tím.

## Điều chế
Ngày nay, người ta chủ yếu điều chế naphthalen từ than đá. Còn trước kia, naphthalen được điều chế từ dầu nặng trong quá trình tinh chế dầu mỏ.

## Ứng dụng
Naphthalen được dùng để:
- Làm băng phiến.
- Sản xuất naphtol, naphtylamin, một số dược liệu.

Tetralin và decalin chủ yếu dùng làm dung môi.

## Ảnh hưởng đến sức khỏe con người
Các tế bào hồng cầu có thể bị hỏng hoặc phá hủy nếu ngửi một lượng lớn hơi naphthalen.